# District d'amélioration No 12
Le district d'amélioration No 12 Parc de Jasper (en anglais : Improvement District No.12 Jasper Park) est un district d'amélioration (DA) situé en Alberta, au Canada. Se trouvant dans le parc national de Jasper, au sein des Rocheuses canadiennes, cette communauté non-organisée est l'équivalent d'une municipalité rurale fournissant un gouvernement local pour la partie du parc en dehors de la municipalité spécialisée de Jasper.